# 田中夏木
田中 夏木（たなか なつき、1934年（昭和9年）8月21日 - 2013年（平成25年）6月4日）は、日本の政治家、実業家。第3代大阪府四條畷市長（3期、2002年 - 2012年）。位階は従五位。旭日小綬章受章。

## 概要
大阪府出身。1959年、大阪経済大学経済学部卒業。1960年、北田鉄工所に入社。翌1961年に田中製作所を設立し、経営にあたった。
2000年、四條畷市長選挙に一旦出馬表明するが、健康問題から出馬を断念。
2002年7月23日、四條畷市が発注した市の給食センターの新築工事入札をめぐる汚職事件により、当時の市長森本稔が逮捕される。同年7月31日、森本は辞職。これに伴って実施された市長選挙で初当選を果たす。前市長の森本は逮捕された時点で8期目であり、市長の交代は実に30年ぶりであった。市長就任後は行財政改革による行政機構のスリム化や財政再建を推し進める。
2006年の市長選挙でも改革路線の継続を訴え、再選。
2010年に3選を果たした。3期目半ばの2012年に腰痛を患い、入院するなどしていたが、療養に専念するため同年11月30日に市長を辞職した。
2013年の市長選挙では後援会幹事長である三ツ川敏雄が後継者として立候補。三ツ川は公明党・共産党を除く現職市議会議員9名の支援も受けるも、元市議会議長だった土井一憲にダブルスコアに近い大差で敗れ落選した。
2013年6月4日、骨盤死腔膿瘍のため死去。78歳没。死没日付をもって叙従五位、旭日小綬章を受章。

## 市長選の結果
2002年四條畷市長選挙
2002年（平成14年）9月8日執行。元市議の扇谷昭、前市議会議長の吉村宏一、元市議で日本共産党推薦の宮田浩らを破り初当選を果たした。次点の扇谷とは35票の僅差であった。
※当日有権者数：43,847人 最終投票率：48.33%（前回比：pts）
| 候補者名 | 年齢 | 所属党派 | 新旧別 | 得票数  | 得票率 | 推薦・支持         |
| -------- | ---- | -------- | ------ | ------- | ------ | ------------------ |
| 田中夏木 | 68   | 無所属   | 新     | 6,150票 | 29.80% |                    |
| 扇谷昭   | 53   | 無所属   | 新     | 6,115票 | 29.63% |                    |
| 吉村宏一 | 63   | 無所属   | 新     | 4,238票 | 20.53% |                    |
| 宮田浩   | 60   | 無所属   | 新     | 4,136票 | 20.04% | （推薦）日本共産党 |

2006年四條畷市長選挙
2006年（平成18年）8月27日執行。元市議の長畑浩則、共産党公認の重田初江らを破り再選。
※当日有権者数：44,399人 最終投票率：42.27%（前回比：-6.06pts）
| 候補者名 | 年齢 | 所属党派   | 新旧別 | 得票数  | 得票率 | 推薦・支持                 |
| -------- | ---- | ---------- | ------ | ------- | ------ | -------------------------- |
| 田中夏木 | 72   | 無所属     | 現     | 7,870票 | 42.39% | （推薦）自由民主党・公明党 |
| 長畑浩則 | 45   | 無所属     | 新     | 7,281票 | 39.22% |                            |
| 重田初江 | 55   | 日本共産党 | 新     | 3,414票 | 18.39% |                            |

2010年四條畷市長選挙
2010年（平成22年）8月29日執行。土井一憲、扇谷昭、長畑浩則らいずれも前市議の3候補をしりぞけ3選。
※当日有権者数：44,567人 最終投票率：47.67%（前回比：+5.4pts）
| 候補者名 | 年齢 | 所属党派 | 新旧別 | 得票数  | 得票率 | 推薦・支持         |
| -------- | ---- | -------- | ------ | ------- | ------ | ------------------ |
| 田中夏木 | 76   | 無所属   | 現     | 6,358票 | 30.29% |                    |
| 土井一憲 | 55   | 無所属   | 新     | 6,235票 | 29.71% | （推薦）自由民主党 |
| 扇谷昭   | 61   | 無所属   | 新     | 4,885票 | 23.28% |                    |
| 長畑浩則 | 49   | 無所属   | 新     | 3,510票 | 16.72% |                    |